# Cidade Ademar
Cidade Ademar é um distrito localizado na zona sul do município de São Paulo. Tem este nome devido a Ademar de Barros (cujo genro era proprietário de terras na região), que a nomeou distrito em 1946.

## História
A região se originou como localidade dormitório, com o crescimento populacional decorrente da explosão industrial da década de 1960. Os fazendeiros que possuíam as terras no local foram obrigados a se desfazer de suas terras, e surgiram os loteamentos, vendidos a operários que migravam de diversas partes do Brasil para São Paulo. Na década de 1970, o processo de êxodo rural contribuiu para o aumento da população na região, com novos moradores sendo atraídos pelo parcelamento dos lotes e a possibilidade de possuir sua própria terra.
Até 1996 Cidade Ademar pertencia à região administrativa de Santo Amaro, da qual era região periférica a seu centro urbano.
Hoje no distrito existe uma unidade do Poupatempo e um grande corredor de ônibus intermunicipal, que liga a região da Marginal Pinheiros ao ABC Paulista.
A região tem presente em todo seu território diversos movimentos sociais e organizações políticas, dando continuidade à um histórico de lutas populares existente pelo menos desde a década de 1970.

## Demografia
Evolução demográfica do distrito de Cidade Ademar

## Bairros
Bairros de Cidade Ademar:
- Americanópolis
- Cidade Ademar
- Cidade Júlia
- Cupecê
- Jardim Cidália
- Jardim Cupecê
- Jardim Harmonia
- Jardim Los Angeles
- Jardim Luso
- Jardim Maria Luiza
- Jardim Martini
- Jardim Melo
- Jardim Miriam
- Jardim Niteroi
- Jardim Nosso Lar
- Jardim Orly
- Jardim Prudência
- Jardim Santo Antoninho
- Jardim São Carlos
- Jardim São Jorge
- Jardim Sônia
- Jardim Uberaba
- Jardim Vilas Boas
- Jardim Zaira
- Vila Capela
- Vila Castelo
- Vila Clara
- Vila Erna
- Vila Império
- Vila Inglesa
- Vila Joaniza
- Vila Marari
- Vila Nova Caledônia
- Vila Patrimonial
- Vila Rica
- Vila São Paulo

## Distritos e municípios limítrofes
- Jabaquara (Norte e Nordeste)
- Campo Belo (Norte)
- Santo Amaro (Noroeste)
- Campo Grande (Oeste)
- Pedreira (Sul)
- Diadema (Leste)

## Fonte
- Cidade Ademar - São Paulo Minha Cidade (visitado em 03-1-2015).